# Oabius boyeranus
Oabius boyeranus är en mångfotingart som beskrevs av Chamberlin 1940. Oabius boyeranus ingår i släktet Oabius och familjen stenkrypare. Inga underarter finns listade i Catalogue of Life.